# Metopteryx cinerea
Metopteryx cinerea är en fjärilsart som beskrevs av Antonius Johannes Theodorus Janse 1920. Metopteryx cinerea ingår i släktet Metopteryx och familjen tandspinnare. Inga underarter finns listade i Catalogue of Life.